# Енеида (мини-серија)
Енеида (итал. Eneide) је мини-серија од седам епизода заснована на Вергилијевој Енеиди, први пут емитована на италијанској телевизији RAI од 19. децембра 1971. до 30. јануара 1972. године. Серија је снимана у копродукцији Италије, Француске, Западне Немачке и Југославије, а режирао ју је Франко Роси. У главним улогама су били Ђулио Брођи као Енеја и Олга Карлатос као Дидона, док су споредне улоге, између осталих, тумачили Алесандро Хабер, Андреа Ђордана и Марилу Толо. Скраћена верзија серије је биоскопски емитована у облику филма 1974. године.

## Радња
Епизода 1: Троја је у рушевинама након Тројанског рата. Један од преживелих је полубог Енеја, који је побегао са тројанском флотом. Он стиже у Картагину на северној обали Африке, где га краљица Дидона замоли да јој исприча своју причу. Он почиње тако што јој прича о Тројанском коњу.
Епизода 2: Енеја прича Дидони како је путовао Медитераном и посетио Делос, где му је пророчиште рекло да пронађе „древну мајку”. Он је одлучио да путује на запад.
Епизода 3: Након што је чула Енејину причу, Дидона га отпушта. Ипак, она је фасцинирана његовом потрагом за мајком земљом и не може да спава. Она му каже да оде и потражи је у земљи Хесперији, која се налази на северу.
Епизода 4: Енеја налази заједницу преживелих Тројанаца на једном острву. Богиња Јунона наговара тројанске жене да запале флоту, али је спасава киша.
Епизода 5: Венера води свог сина Енеју у подземни свет како би он добио снагу од сенке свог оца Анхиса. Тројанци стижу до реке Тибар у Лацију, где једно пророчанство каже да ће се Лавинија, ћерка краља Латина, удати за странца. Енеја развија пријатељство са Турном, краљем Рутула.
Епизода 6: Пратећи Латинов савет, Енеја посећује унутрашњост земље, где му један стари Грк прича легенде. Интриге у које су умешани Лавинија и Турно подстичу сукоб између Тројанаца и Латина.
Епизода 7: Да би решио сукоб, Енеја изазива Турна на двобој до смрти. Побеђује га и жени се Лавинијом. На самртничкој постељи, Латин оставља своју земљу Енеји.

## Улоге
- Ђулио Брођи као Енеја
- Олга Карлатос као Дидона
- Андреа Ђордана као Турно
- Марилу Толо као Венера
- Васа Пантелић као Анхис
- Арсен Коста као Асканије
- Мариса Бартоли као Андромаха
- Ангелика Цилке као Креуса
- Иларија Гверини као Јунона
- Алесандро Хабер као Мисен
- Кристијан Леду као Палинур
- Јаспар фон Ерцен као Евандер
- Јагода Ристић као Лавинија
- Ана Марија Герарди као Амата
- Јанез Врховец као краљ Латин
- Душица Жегарац као Ана
- Жељко Фрелић као Илионеј
- Хусеин Чокић као Акест
- Гизела Вуковић као Бероја
- Предраг Ибрахимовић као Нис
- Милан Васиљевић као Еуријал
- Бранко Ковачић као Наут
- Љуба Ковачевић као Ахеменид
- Столе Аранђеловић као Мезенције
- Ђорђе Ненадовић као Диомед
- Божидар Пајкић као Фаун

## Продукција
Росијевa телевизијска адаптација Хомерове Одисеје из 1968. године била је успешна у Италији и другим деловима Европе, па је стога уследила адаптација Вергилијевог епа Енеида. Као и у Росијевој Одисеји, телевизијска остварења Роберта Роселинија и филмови Пјера Паола Пазолинија, као што су Краљ Едип (1967) и Медеја (1969), послужили су као инспирација за коришћење природних локација и понекад намерно анахроних сценографија и костима. Екстеријерне сцене које се одвијају у Картагини снимљене су у долини Бамијан у Авганистану, где је једна од џиновских статуа Буде искоришћена да представи неименованог предтирског бога.

## Пријем
Енеида је премијерно емитована на каналу Programma Nazionale италијанске јавне телевизије RAI од 19. децембра 1971. до 30. јануара 1972. године. Као и Росијева Одисеја пре ње и његова наредна серија Кво вадис? из 1985, била је добро прихваћена и дистрибуирана на међународном нивоу. Године 1974, у италијанским биоскопима приказана је скраћена верзија у облику филма у трајању од 100 минута под насловом Авантуре Енеје (итал. Le avventure di Enea).